# François Poirié
 (novembre 2019).
Si vous disposez d'ouvrages ou d'articles de référence ou si vous connaissez des sites web de qualité traitant du thème abordé ici, merci de compléter l'article en donnant les références utiles à sa vérifiabilité et en les liant à la section « Notes et références ».
François Poirié, né le 8 novembre 1962 à Paris et mort le 31 juillet 2017 à Paris, est un écrivain français.

## Biographie
Après des études de philosophie jusqu'au doctorat, il publie ses premiers textes à 16 ans[réf. nécessaire] dans les revues Minuit (Éditions de Minuit), Digraphe et la Nouvelle Revue française[réf. nécessaire]. Il enseigne à la Sorbonne[réf. nécessaire] et collabore en tant que critique à Art Press, le Magazine littéraire, Le Monde des livres et fréquemment à l'Encyclopædia Universalis.
Il travaille à France Culture de 1987 à 2014 à l'émission Du Jour au lendemain, animé par Alain Veinstein.
Depuis septembre 2014, il est rédacteur au magazine Art Press.
Il a publié des romans, des contes pour la jeunesse et des essais.

## Œuvre

### Romans
- La Passade légendaire, roman, éditions Flammarion, 1983
- Ils dansent, roman, Ubacs, réédition Faculté de Rennes, 1990
- Rire le cœur, roman, Actes Sud, 1996

### Contes
- L'Aigle de Raphaël, conte, L'École des loisirs, 1995
- Clara n'aime plus la mer, conte, L'École des loisirs, 1996
- Trois fois oui, conte, L'École des loisirs, 1997

### Essais
- Emmanuel Levinas, essai et entretien, La Manufacture. Réédition Babel chez Actes Sud, 1987
- Comme une apparition. Delphine Seyrig. Portrait, Actes Sud, 2007
- À la lisière, essai sur dix thèmes délaissés, Actes Sud, 2012